# Parabola dei ciechi
(Arnold Hauser)
La Parabola dei ciechi (in olandese: De parabel der blinden) è un dipinto a tempera su tela (86x154 cm) di Pieter Bruegel il Vecchio, databile al 1568 circa e conservato nel Museo nazionale di Capodimonte di Napoli.

## Storia

### Contesto

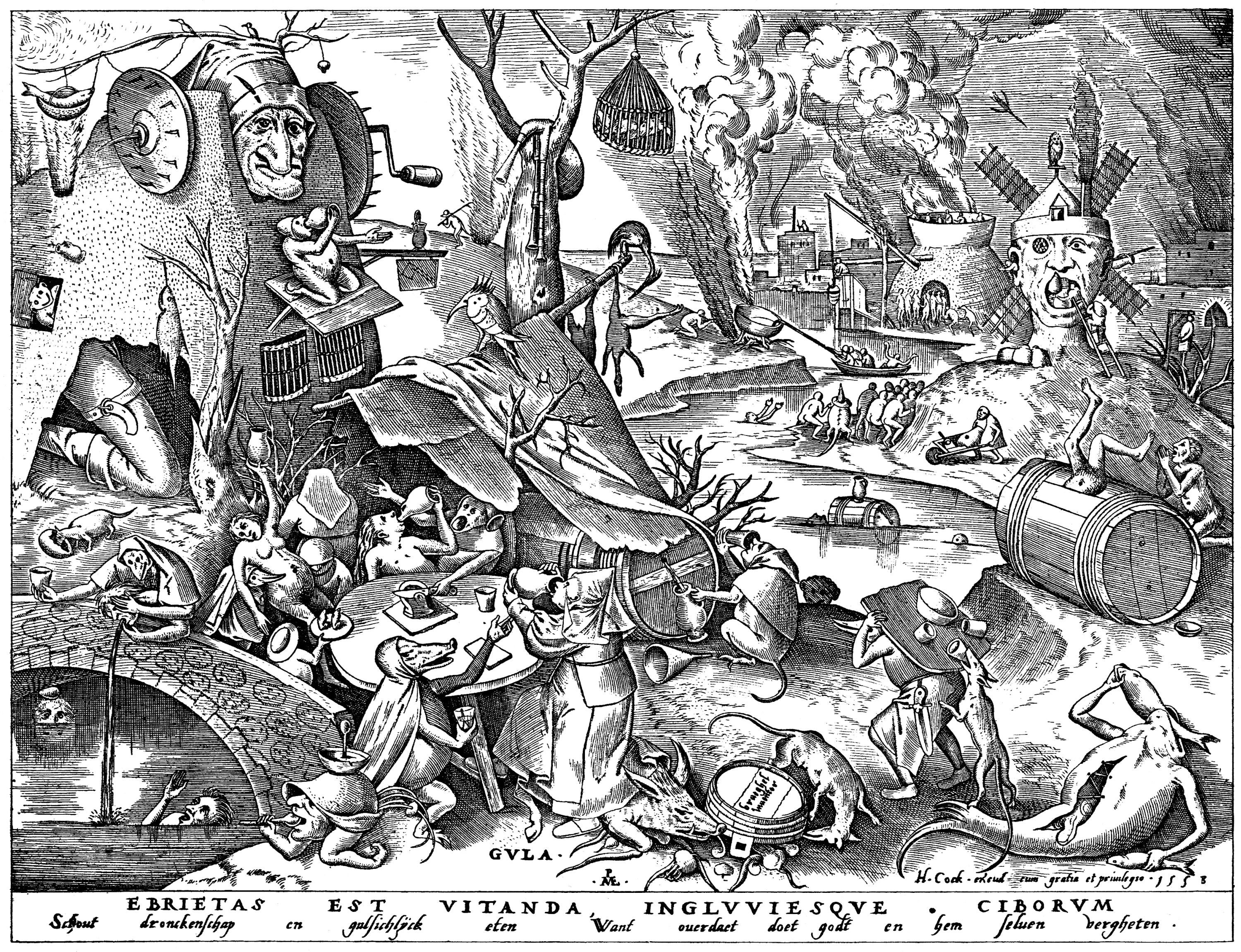
Gola, Bruegel, 1558. Quest'opera segue la ricchezza inventiva delle opere di Bosch.

Nel XVI secolo l'Europa divenne teatro di profondi cambiamenti sociali: la Riforma protestante avviata da Martin Lutero, l'Umanesimo e l'ascesa al potere del ceto medio. Si trattava anche di un'epoca ricca di scoperte, allorché si passò alla teoria eliocentrica di Copernico. La cartografia di Ortelius influenzò non poco la raffigurazione dei paesaggi, mentre con la fondazione dell'anatomia moderna da parte di Andrea Vesalio si pone l'accento sulla maggiore attenzione da parte degli artisti di ottenere una resa verosimile dei corpi.
L'arte ormai si comprava nei mercati, e gli artisti per distinguersi dovevano relazionarsi con temi differenti da quelli tradizionali, mitologici e biblici: non a caso, da questo contesto emerge la pittura di genere, che ha per soggetto scene ed eventi tratti dalla vita quotidiana.
Pieter Bruegel il Vecchio iniziò la sua carriera illustrando paesaggi e scene fantastiche in uno stile così denso che venne sovente paragonato a Hieronymus Bosch. Più tardi seguì l'esempio di un altro pittore fiammingo: Pieter Aertsen, la cui fortuna deriva proprio dal raffigurare la quotidianità in uno stile altamente realistico. Con queste premesse, i soggetti e gli episodi di Bruegel diventarono più quotidiani e il suo studio più lenticolare: non a caso, la sua fama deriva proprio dalla sua meditazione sull'umanità, soprattutto contadina. Nei suoi primi dipinti Bruegel raffigurava i mendicanti in modo anonimo, privo di tratti distintivi: fu solo con il raggiungimento della maturità che si ebbe una fisiognomia più dettagliata ed espressiva.

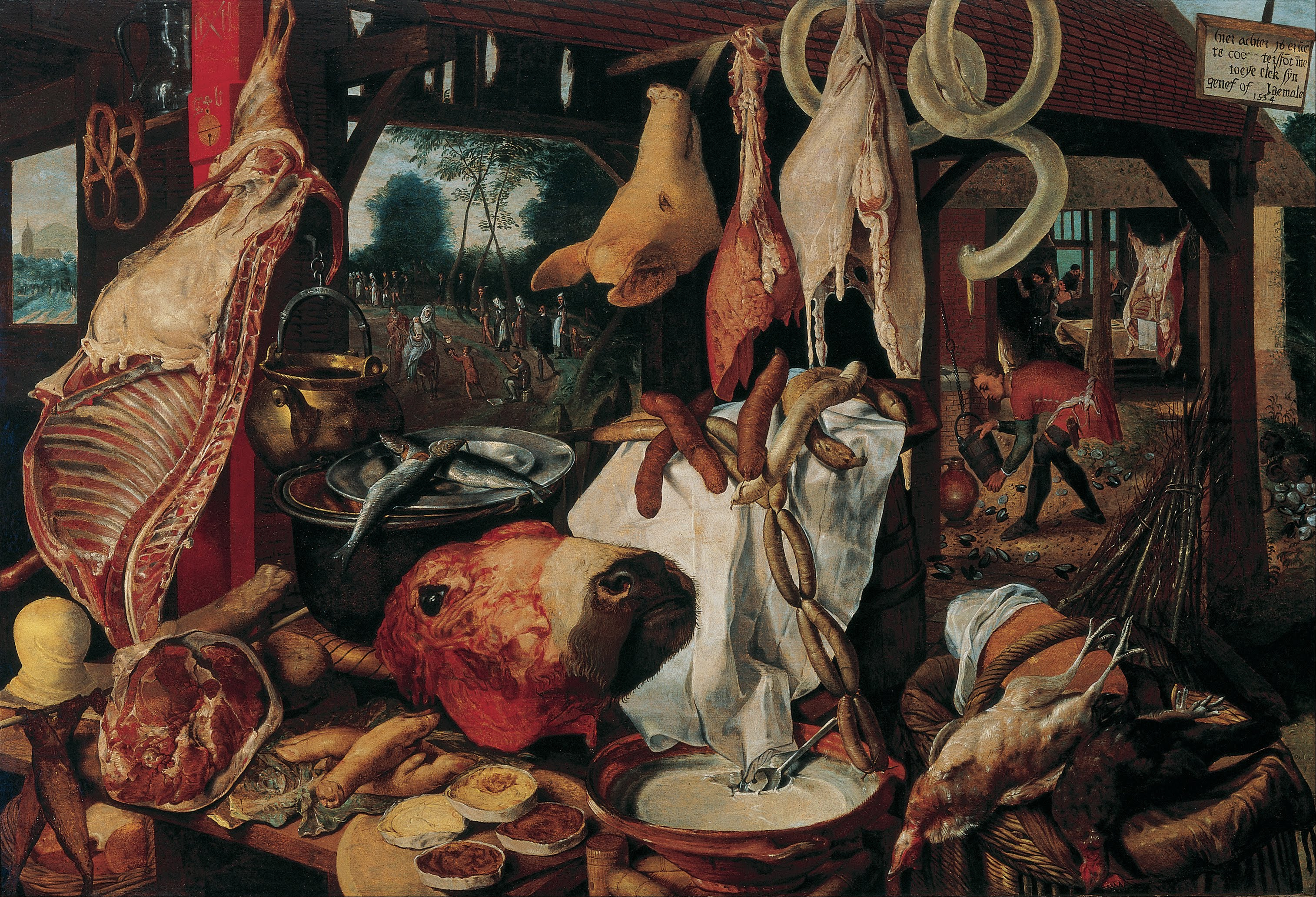
Pieter Aertsen fu un pioniere della rappresentazione del quotidiano. Banco di macelleria, Aertsen, 1551.

Nel 1563 Bruegel si sposò con Mayeken Coecke (figlia di Pieter Coecke, suo maestro) e si trasferì a Bruxelles, sede del governo dei Paesi Bassi meridionali (1556–1714). Nel 1567 il governatore dei Paesi Bassi, Fernando Álvarez de Toledo, istituì il Consiglio dei torbidi, allo scopo di perseguitare gli eretici: Bruegel nutriva simpatie per il calvinismo, anche se non è ancora chiaro se nella sua Parabola dei ciechi (dipinta in quel periodo) inserì un messaggio politico; ciononostante, è evidente quanto rigettasse la Chiesa Cattolica. Le opere dei suoi ultimi anni sono caratterizzate da toni amari e grotteschi, evidenti nella sua Gazza sulla forca.
Si noti che nell'antica Grecia la cecità era considerata una condizione necessaria per ricevere doni sovrannaturali dagli dei. Nell'Europa medievale i ciechi erano protagonisti di miracoli, come nel caso di Bartimeo. Con la Riforma protestante, invece, viene abolita l'iconografia religiosa, con un rafforzamento dell'idea che la Salvezza era ottenuta per la fede in Gesù Cristo, e non per le opere individuali. L'elemosina per i poveri e gli infermi quindi calò drasticamente, e i mendicanti videro le proprie circostanze deteriorarsi. Viene addirittura rovesciata la concezione greca del cieco, tanto che nella letteratura dell'epoca gli uomini senza vista erano vittima di scherzi oppure addirittura bruciati al rogo.
Bruegel, infine, cita la parabola del cieco che guida i ciechi anche nella sua opera Proverbi fiamminghi, dove raduna tutti i vari proverbi popolari della cultura fiamminga.

### Vicende del dipinto
La Parabola dei ciechi e il Misantropo entrarono a far parte nelle raccolte farnesiane dopo la confisca dei beni messa in atto da Ranuccio I, ai danni della famiglia parmigiana dei Masi. Non è certo come il dipinto sia arrivato in Italia, anche se si sa che Cosimo Masi nel 1595 tornò dai Paesi Bassi con un cospicuo numero di dipinti olandesi. La collezione Farnese divenne una delle più ricche dell'intero Rinascimento, spaziando in ogni settore artistico e sviluppandosi in varie città italiane (Roma, Parma e Piacenza).
Nel 1734 Carlo di Borbone (futuro Carlo III di Spagna) diventò re di Napoli portando con sé il patrimonio artistico dei Farnese ereditato dalla madre Elisabetta, duchessa di Parma; si preoccupò quindi di fornire alle opere una degna sistemazione e realizzò con il museo di Capodimonte a Napoli la sede ideale. I capolavori di Bruegel sono ancora esposti nella pinacoteca partenopea, precisamente nella sala 17, dedicata ai dipinti della zona fiamminga e tedesca.

## Descrizione

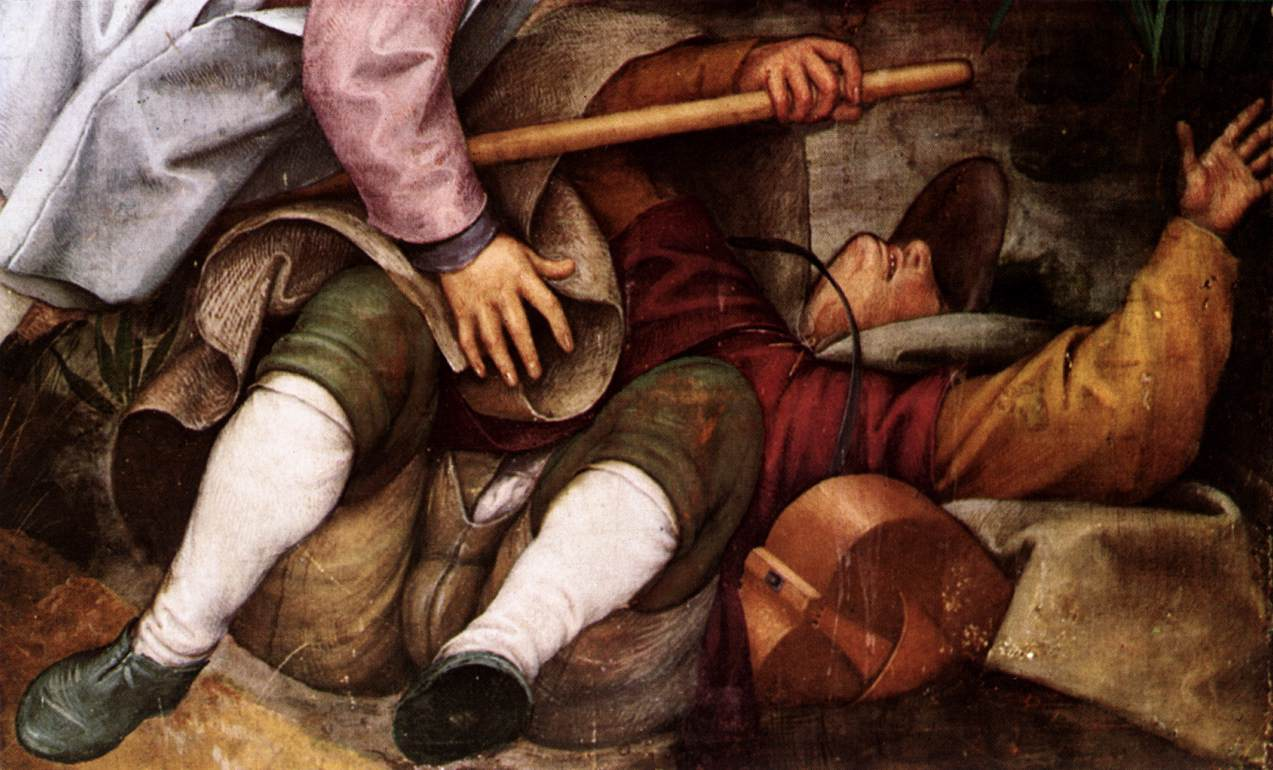
Bruegel dimostra tutta la sua competenza nello scorcio con la raffigurazione del primo uomo cieco.

Il dipinto raffigura sei uomini ciechi e sfigurati, che camminano in un percorso delimitato da un fiume da un lato e da un villaggio con una chiesa dall'altro. Il primo uomo è già caduto con la schiena in un fossato e, essendo tutti aggrappati l'uno all'altro con i bastoni, sembra trascinare i propri compagni con lui. A guardare la scena, inoltre, vi è un mandriano sullo sfondo.
L'opera di Bruegel traduce in immagini la parabola evangelica del cieco che guida un altro cieco, riportata da Matteo 15:14, in cui Cristo si rivolge ai Farisei.
(Matteo apostolo ed evangelista)
Bruegel, tuttavia, rinnova questo concetto portando il numero di ciechi da due a sei; sono tutti ben vestiti, e non presentano l'abbigliamento da contadino, caratteristico delle opere della tarda maturità di Bruegel. La faccia del primo uomo, rovesciato sulla schiena, non è visibile: il secondo gira il capo durante la caduta, forse per evitare di ruzzolare con la faccia per terra. Il terzo uomo condivide il bastone con il secondo, dal quale verrà trascinato. Gli altri devono ancora inciampare, ma seguiranno inevitabilmente lo stesso destino: è solo questione di pochi attimi, di pochi passi. La posizione assunta dal primo uomo già caduto, tra l'altro, evidenzia la padronanza di Bruegel nella tecnica prospettica dello scorcio. Si noti che, sebbene le ambientazioni di Bruegel in genere sono fittizie, quella della Parabola dei ciechi è stata identificata: si tratta del villaggio fiammingo di Sint-Anna-Pede.

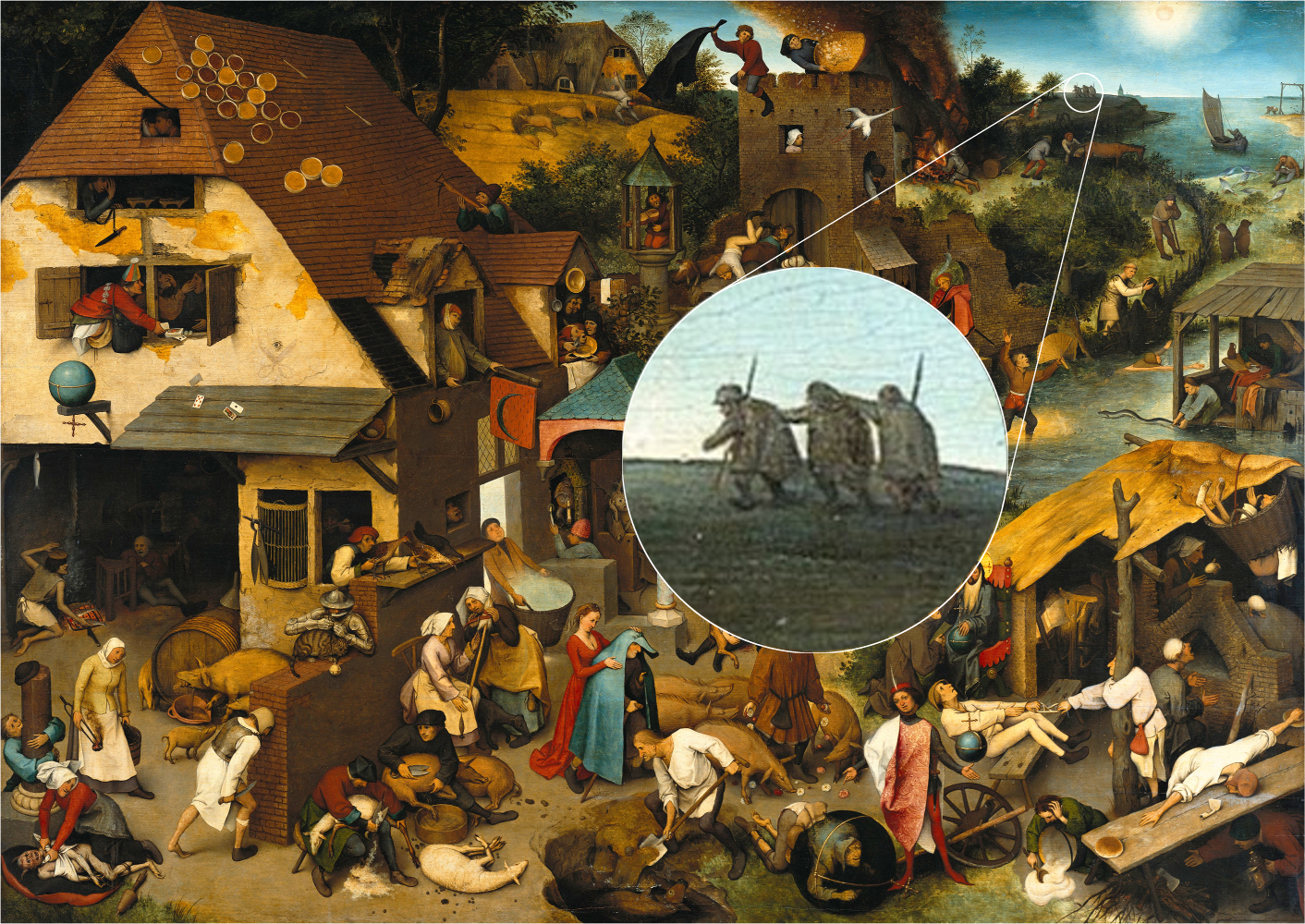
Bruegel già raffigura gli uomini ciechi nei suoi Proverbi fiamminghi (1559), ammonendo chi usa come guida una persona ignorante.

Charles Bouleau ha sottolineato la tensione nei ritmi compositivi di Bruegel. Il dipinto è diviso in nove parti uguali da un fascio di rette parallele; queste ultime sono a loro volta suddivise da altre linee. La tela invita lo spettatore a seguire l'azione piuttosto che soffermarsi sulle singole figure. Gli uomini ciechi si rassomigliano nell'abbigliamento e nell'espressione somatica, e sembra che si stiano succedendo in un singolo movimento che culmina nella caduta che viene preceduta da varie azioni: «il vagabondare, poi l'esitazione, l'allarme, e l'inciampo». La successione delle teste descrive una linea curva e, andando avanti con la successione, aumenta anche lo spazio fra queste ultime, il che suggerisce allo spettatore la velocità crescente. I tetti spioventi delle case sullo sfondo contribuiscono alla sensazione di movimento dell'intera composizione.
Lo storico dell'arte Gustav Glück notò delle incongruenze nell'abbigliamento dei mendicanti, in quanto questi sono ben vestiti e portano con sé doghe e borse piene. Gli accademici Kenneth C. Lindsay e Bernard Huppé hanno sottolineato che i ciechi rappresentano i falsi sacerdoti che hanno ignorato gli ammonimenti di Cristo di non portare oro, borse, o doghe. Il primo della fila, tra l'altro, porta una ghironda, strumento musicale ai tempi di Bruegel suonato dai mendicanti: ciò forse sta a simboleggiare un falso menestrello, uno che non canta le lodi per Dio.
L'edificio sullo sfondo, identificato come la chiesa di Sint-Anna, nell'odierna città belga di Dilbeek, ha suscitato molti commenti. Una possibile interpretazione è che il santuario sia la prova dell'intento moralistico della tela: mentre i primi due ciechi inciampano e sono al di là della redenzione, gli altri quattro sono dietro l'edificio religioso, e quindi possono ancora essere salvati. Un'altra esegesi vuole che la chiesa, con un albero appassito piantato nelle circostanze, sia un simbolo anti-cattolico, e che coloro che la seguono cadranno come il primo degli uomini ciechi. Altri, invece, negano ogni simbolismo nel luogo di culto, notando che i dipinti di Bruegel non erano nuovi a chiese inserite nella città come parte integrante del paesaggio urbano. Il ricercatore Zeynel A. Karcioglu, invece, suggerisce che la chiesa alluda all'indifferenza sociale verso la misera condizione dei disabili.

## Stile
L'opera, ad oggi una delle quattro tempere sopravvissute di Bruegel, è precisamente un tüchlein, ovvero un dipinto realizzato con un colore preparato mescolando pigmenti con una colla solubile in acqua; questo metodo, tra l'altro, era già consolidato nel campo dei manoscritti miniati prima dell'introduzione del colore ad olio. Non è ancora chiaro da chi Bruegel possa aver assimilato questa tecnica: si pensa alla suocera miniaturista Mayken Verhulst, al maestro Pieter Coecke van Aelst o al pittore Giulio Clovio, che collaborò con l'artista durante la sua permanenza in Italia. A causa della solubilità della colla e dell'alta deperibilità della tela di lino, tuttavia, i tüchlein tendono a degradarsi velocemente, con danni difficili da restaurare: la Parabola dei ciechi. in ogni caso, versa in un ottimo stato di conservazione e non ha presentato danni molto gravi. Il dipinto, firmato e datato Brvegel.M.D.LX.VIII, misura 86 cm × 154 cm (34 in × 61 in) ed è il più grande realizzato nel 1568.

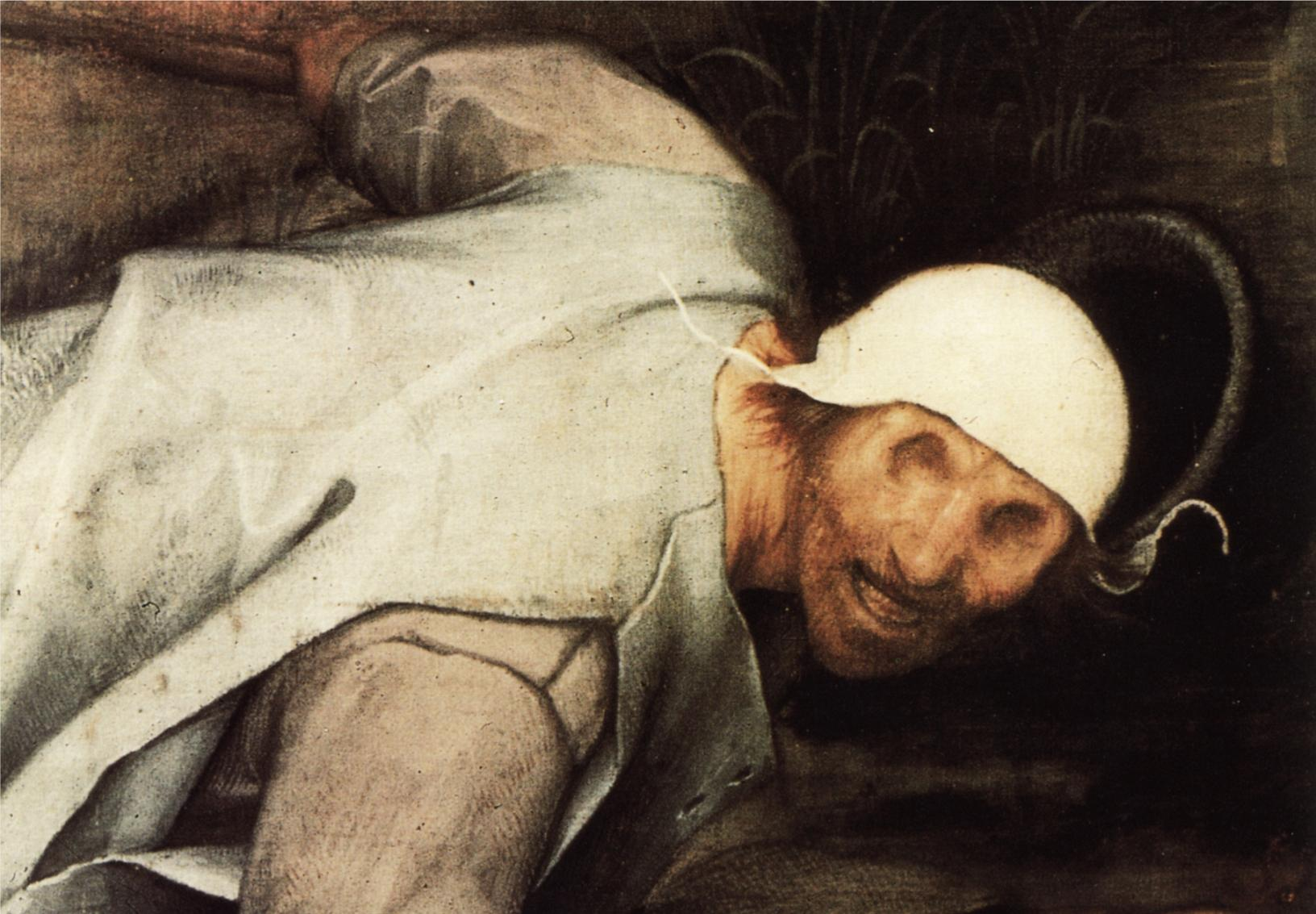
Dettaglio del secondo uomo, in procinto di cadere. Gli oftalmologi hanno confermato che i suoi occhi sono stati rimossi.

Il tono austero dell'opera viene enfatizzato dall'uso di colori spenti e freddi: la tavolozza di Bruegel comprende infatti il grigio, il verde, il nero, il marrone e il rosso. La linea obliqua creata dai corpi, un po' sfasata rispetto al primo piano, taglia diagonalmente la composizione e accentua la loro fragilità e il loro drammatico isolamento. Il paesaggio sullo sfondo è tipicamente fiammingo, al contrario del resto dei dipinti di Bruegel, che era solito introdurre in paesaggi locali anche elementi estranei tratti da altri paesi.
La tradizione pittorica di allora era solita raffigurare i ciechi come beneficiari di doni celestiali. Bruegel, invece, prende le distanze da questa concezione, ritraendo i propri uomini abbandonati a sé stessi e in procinto di cadere; avviene addirittura un rovesciamento di questo precetto, nel caso dell'uomo senza occhi che si ritrova tale in seguito a una punizione divina.
Bruegel in questa composizione riprende l'oggettività empirica tipica del Rinascimento. Nei dipinti precedenti, i ciechi erano in genere raffigurati con gli occhi chiusi. Qui, invece, a ogni uomo viene assegnata una patologia oculare diversa; ciò avviene con un realismo così crudo da aver permesso l'identificazione delle loro malattie da esperti successivi, anche se continua a persistere qualche disaccordo diagnostico. I primi studi in merito si ebbero nel 1889 con la pubblicazione di Les difformes et les malades dans l'art (La deformazione e la malattia nell'arte), di Jean-Martin Charcot e Paul Richer; seguì il patologista francese Tony-Michel Torrillhon, con ulteriori indagini sulle figure di Bruegel. Gli occhi del primo uomo non sono visibili nel dipinto; i bulbi oculari del secondo sono stati enucleati ed eviscerati; il terzo soffre di leucoma corneale, e il quarto di atrofia del nervo ottico; il quinto sembra essere cieco (con una percezione visiva nulla) o fotofobico; il sesto invece è danneggiato dal pemfigoide bolloso. Charcot e Richer hanno messo in evidenza lo sguardo perso nel nulla dei sei uomini, a indicare il fatto che per orientarsi fanno affidamento sugli altri sensi.

## Retaggio
La Parabola dei ciechi è stata considerata all'unanimità un capolavoro della pittura. Quello di Bruegel è il primo dipinto che affronta la parabola neotestementaria dei ciechi, anche se vi erano altre incisioni precedenti incentrate sullo stesso tema (di cui Bruegel era probabilmente a conoscenza), fra le quali una attribuibile a Bosch, e un'altra realizzata da Cornelis Massijs. Il dipinto ha subito attirato una consistente serie di ferventi ammiratori, tanto che i sei soggetti ciechi godettero di popolarità anche in altre discipline, come la medicina.
Le raffigurazioni dei mendicanti a opera di Bruegel fornirono dei solidi riferimenti per i pittori successivi, come David Vinckboons. Hieronymus Wierix, tra l'altro, incluse la tela nella sua raccolta di proverbi fiamminghi. Numerose sono state le copie: una di Jacob Savery, realizzata nel 1600 ma con una falsa datazione del 1562; un'altra del figlio Pieter Brueghel il Giovane, che dipinse una versione più grande nel 1616, oggi conservata nel Louvre. Quest'ultima copia, in particolare, faceva parte della collezione di Ferdinando Gonzaga, duca di Mantova che ospitava alla propria corte il pittore Domenico Fetti, il cui impulso creativo fu probabilmente stimolato proprio dall'opera di Bruegel.

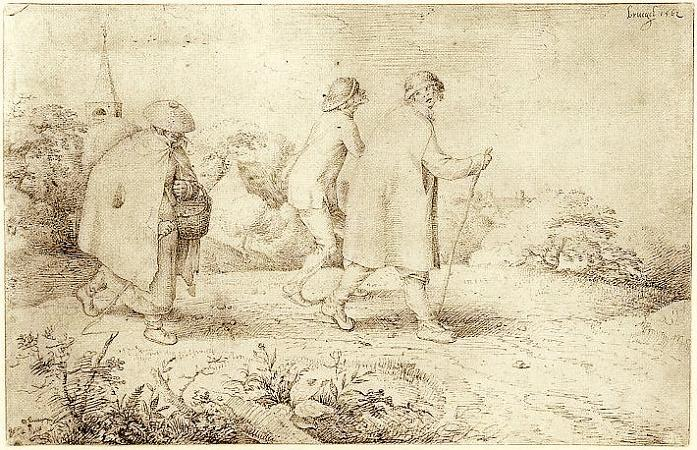
Falso di Jacob Savery, circa 1600
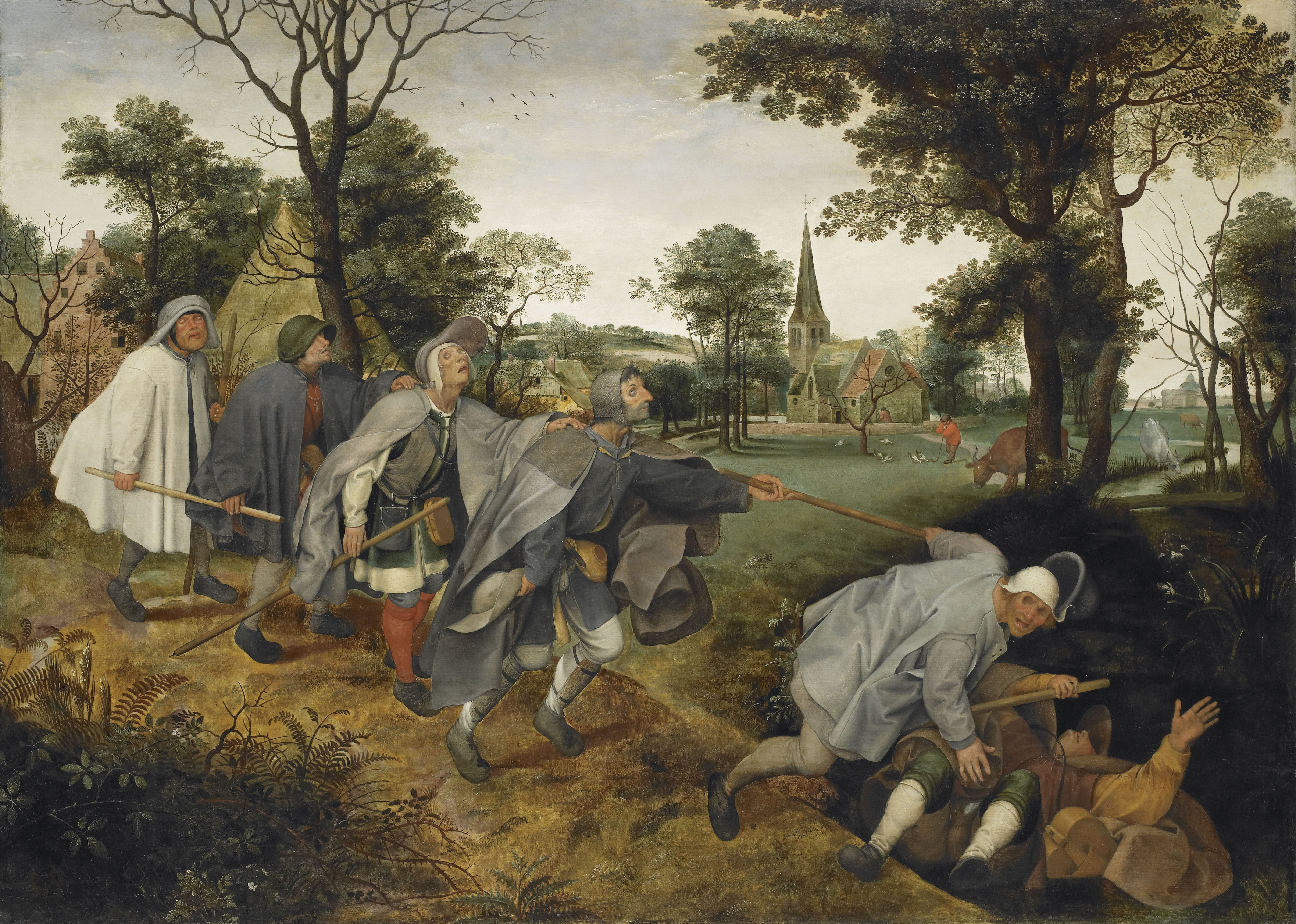
Copia di Pieter Brueghel il Giovane, circa 1616
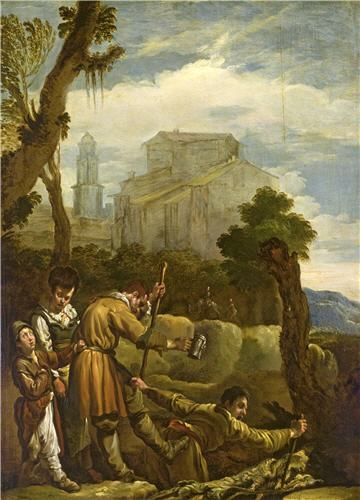
Domenico Fetti, 1621–22
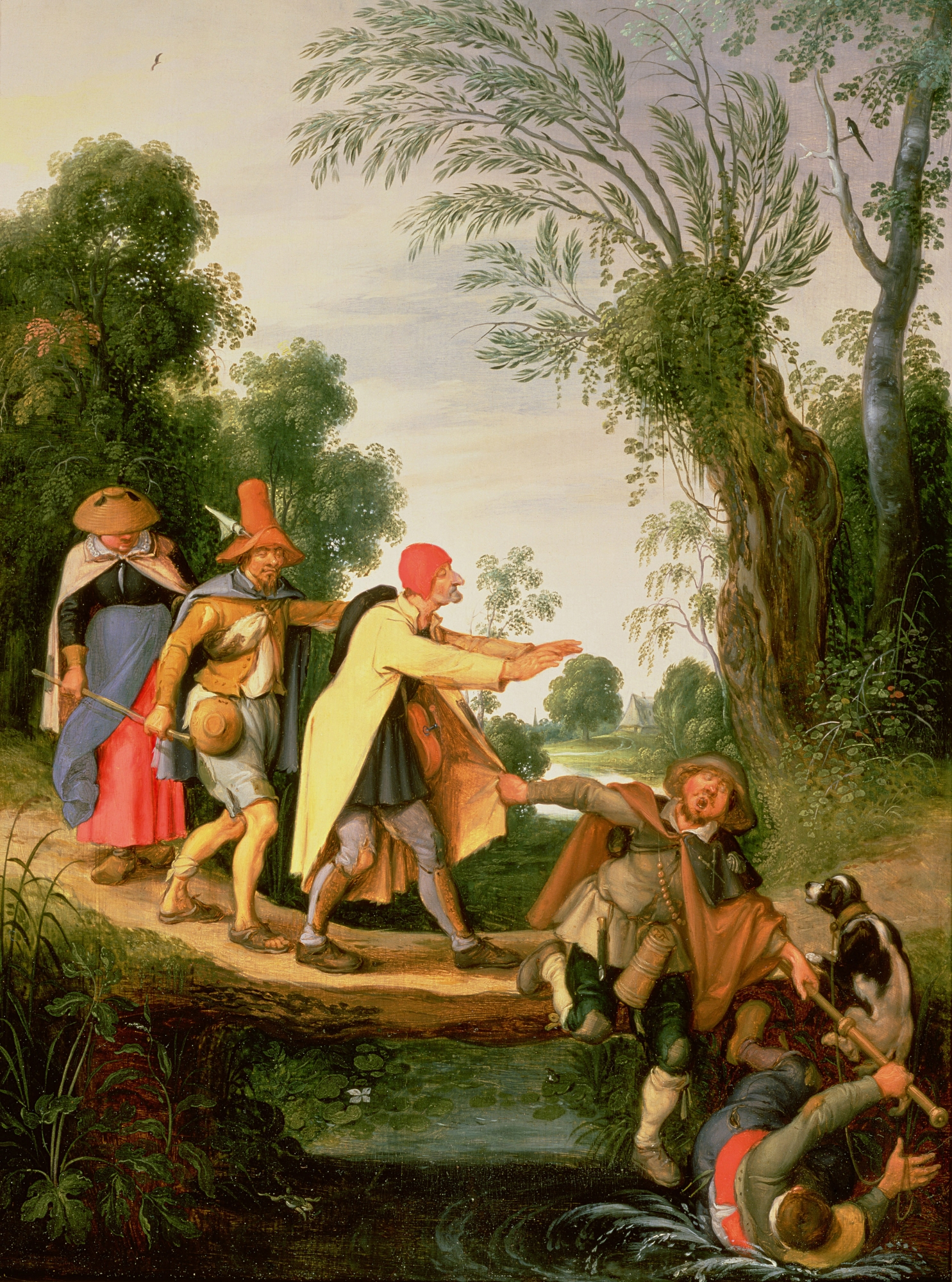
Sebastian Vrancx, XVII secolo

La Parabola dei ciechi ispirò anche numerosi poeti, fra cui i tedeschi Josef Weinheber e Walter Bauer, e il francese Charles Baudelaire che scrisse proprio I ciechi. Il poeta americano William Carlos Williams dedicò addirittura una raccolta di poesie alle opere di Bruegel: in quella incentrata sulla Parabola dei ciechi si concentra sul significato della successione dei sei uomini ciechi (tra l'altro, il lemma «cieco» è ripetuto tre volte nelle otto terzine della composizione).
Il dipinto di Bruegel ha gettato le fondamenta anche per il dramma in un atto di Maurice Maeterlinck I ciechi, per il racconto breve di Gert Hofmann La parabola dei ciechi e per la novella storica di Claude-Henri Rocquet Bruegel ou l'atelier des songes, in cui il pittore olandese dipinge gli uomini ciechi proprio a causa del suo terrore di perdere la vista.

### Annotazioni
1. ↑  Il corrispettivo proverbio fiammingo era 

(fiammingo)
«Als de ene blinde de andere leidt, vallen ze beiden in de gracht»

(italiano)
«Quando un uomo cieco ne guida un altro, ambedue cadranno nella fossa»
2. ↑  Dei vari paesaggi dipinti da Bruegel, l'unico che è stato identificato con successo (oltre a questo) è stato Battaglia nel porto di Napoli.
3. ↑  Le altre sono l'Adorazione dei Magi (1556ca.), il Misantropo (1568) e la Festa di san Martino, recentemente attribuitagli.
4. ↑  Così il Baudelaire:

(francese)
«Contemple-les, mon âme; ils sont vraiment affreux!
Pareils aux mannequins; vaguement ridicules;
Terribles, singuliers comme les somnambules;
Dardant on ne sait où leurs globes ténébreux.

Leurs yeux, d'où la divine étincelle est partie,
Comme s'ils regardaient au loin, restent levés
Au ciel; on ne les voit jamais vers les pavés
Pencher rêveusement leur tête appesantie.

Ils traversent ainsi le noir illimité,
Ce frère du silence éternel. Ô cité!
Pendant qu'autour de nous tu chantes, ris et beugles,

Eprise du plaisir jusqu'à l'atrocité,
Vois! je me traîne aussi! mais, plus qu'eux hébété,
Je dis: Que cherchent-ils au Ciel, tous ces aveugles?»

(italiano)
«Guardali, anima mia: fanno proprio spavento!
Simili ai manichini; vagamente ridicoli;
come i sonnambuli strani, terribili come loro;
mentre dardeggiano chissà dove quelle palle di buio.

I loro occhi, abbandonati dalla fiamma divina, 
restano levati, come fissi a una distanza, al cielo:
mai, mai verso il selciato li si vede
chinare pensosi la testa appesantita.

In questo modo attraversano il nero illimitato,
che del silenzio eterno è fratello. O città!
mentre intorno a noi tu canti, ridi e sbraiti

atrocemente presa dal piacere,
guarda! Anche io mi trascino! ma, più ebete di loro,
dico: cosa mai cercano, tutti questi ciechi, in Cielo?»
(Charles Baudelaire, I fiori del male)

### Fonti
1. ↑  Karcioglu, p. 56.
2. 1 2 3 4 5  Karcioglu, p. 57.
3. ↑  Orenstein, p. 7.
4. 1 2 3  Hagen, p. 191.
5. ↑  Orenstein, p. 9.
6. 1 2  Hagen, p. 192.
7. 1 2 3  Hagen, p. 193.
8. 1 2  Hagen, p. 194.
9. 1 2  Edwards, p. 60.
10. 1 2  Risser e Saunders, pp. 14-15.
11. ↑  Richardson, p. 10.
12. ↑  Bile e Confalone, pp. 9-11.
13. 1 2 3 4  Develoy e Skira, p. 124.
14. ↑  Charcot e Richer, p. 74.
15. 1 2  Silver, p. 52.
16. ↑   Matteo 15:14, su La Parola - La Sacra Bibbia in italiano in Internet.
17. 1 2  Lindsay e Huppé, pp. 384-385.
18. 1 2 3 4  Karcioglu, p. 58.
19. 1 2 3  Develoy e Skira, p. 126.
20. ↑  Bouleau, p. 123.
21. 1 2  Funch, p. 120.
22. ↑  Lindsay e Huppé, p. 384.
23. ↑  Minamino.
24. ↑  Vries, p. 232.
25. ↑  Lobkova, pp. 74-75.
26. ↑  Grossmann, p. 203.
27. 1 2  Michel e Charles, p. 255.
28. ↑  Karcioglu, pp. 61-62.
29. ↑  Huxley e Videpoche, p. 51.
30. ↑  Mieder, p. 263.
31. ↑  Karcioglu, pp. 55-56.
32. ↑  Orenstein, p. 77.
33. ↑  Orenstein, p. 78.
34. ↑  Rowlands, p. 254.
35. ↑  Heffernan, pp. 163-165.
36. ↑  Nöller, p. 147.

### Libri
- Umberto Bile e Maia Confalone, Museo di Capodimonte - La Galleria Farnese: le scuole europee, Napoli, Electa Editore, 1999, ISBN 978-88-435-8619-6.
- (EN) Robert L. Bonn, Painting Life: The Art of Pieter Bruegel, the Elder, Chaucer Press Books, 2006, ISBN 978-1-884092-12-1.
- (EN) Giorgio Bordin e Laura Polo D'Ambrosio, Medicine in Art, Getty Publications, 2010, ISBN 978-1-60606-044-5.
- (EN) Charles Bouleau, The Painter's Secret Geometry: A Study of Composition in Art, Harcourt, Brace & World, 1963, OCLC 000475285.
- (FR) Jean-Martin Charcot e Paul Marie Louis Pierre Richer, Les difformes et les malades dans l'art, Lecrosnier et Babé, 1889, OCLC 5864933.
- (EN) Robert L. Delevoy e Albert Skira, Bruegel: Historical and Critical Study, traduzione di Stuart Gilbert, Skira, 1959, OCLC 566008722.
- (EN) Robert D. Denham, Poets on Paintings: A Bibliography, McFarland & Company, 2010, ISBN 978-0-7864-5658-1.
- (EN) Bjarne Sode Funch, The Psychology of Art Appreciation, Museum Tusculanum Press, 1997, ISBN 978-87-7289-402-7.
- (EN) Fritz Grossmann, Bruegel: The Paintings, Complete Edition, Phaidon, 1966.
- (EN) Rose-Marie Hagen e Rainer Hagen, What Great Paintings Say, Taschen, 2003,  pp. 190-196, ISBN 978-3-8228-1372-0.
- (EN) James A. W. Heffernan, Museum of Words: The Poetics of Ekphrasis from Homer to Ashbery, University of Chicago Press, 2004, ISBN 978-0-226-32314-5.
- (EN) Aldous Huxley e Jean Videpoche, The Elder Peter Bruegel, 1528 (?)–1569, Wiley Book, 1938, OCLC 48700972.
- (EN) Emile Michel e Victoria Charles, The Brueghels, Parkstone International, 2012, ISBN 978-1-78042-988-5.
- (EN) Wolfgang Mieder, "Proverbs Speak Louder Than Words": Folk Wisdom in Art, Culture, Folklore, History, Literature and Mass Media, Peter Lang, 2008, ISBN 978-1-4331-0378-0.
- (EN) Hiroyuki Minamino, Village Noise and Bruegel's Parables, in Linda Phyllis Austern (a cura di), Music, Sensation, and Sensuality, Psychology Press, 2002,  pp. 267-284, ISBN 978-0-8153-3421-7.
- (DE) Jens Nöller, The hero as voice, Königshausen & Neumann, 1998, ISBN 978-3-8260-1423-9.
- (EN) Nadine M. Orenstein, Pieter Bruegel the Elder: Drawings and Prints, Metropolitan Museum of Art, 2001, ISBN 978-0-87099-990-1.
- (EN) Todd M. Richardson, Pieter Bruegel the Elder: Art Discourse in the Sixteenth-century Netherlands, Ashgate Publishing, 2011, ISBN 978-0-7546-6816-9.
- (EN) Erik Risser e David Saunders (a cura di), The Restoration of Ancient Bronzes: Naples and Beyond, Getty Publications, 2013, ISBN 978-1-60606-154-1.
- (EN) Eliot Wooldridge Rowlands, The Collections of The Nelson-Atkins Museum of Art: Italian Paintings, 1300–1800, Nelson-Atkins Museum of Art, 1996, ISBN 0-942614-25-9.
- (EN) Larry Silver, Peasant Scenes and Landscapes: The Rise of Pictorial Genres in the Antwerp Art Market, University of Pennsylvania Press, 2012, ISBN 978-0-8122-2211-1.
- (EN) Andre de Vries, Flanders: A Cultural History, Oxford University Press, 2007, ISBN 978-0-19-983733-5.

### Pubblicazioni
- (EN) Jamie Lee Edwards, Still Looking for Pieter Bruegel the Elder (PDF), Università di Birmingham, 2013. URL consultato il 28 agosto 2013.
- (EN) Zeynel A. Karcioglu, Ocular Pathology in The Parable of the Blind Leading the Blind and Other Paintings by Pieter Bruegel, in Survey of Ophthalmology, vol. 47, n. 1, Micheal Marmor, gennaio-febbraio 2002, DOI:10.1016/S0039-6257(01)00290-9.
- (EN) Kenneth C. Huppé, Meaning and Method in Brueghel's Painting, in The Journal of Aesthetics and Art Criticism, vol. 14, n. 3, American Society for Aesthetics, marzo 1956,  pp. 376-386, JSTOR 427055.
- (EN) Kenneth C. Lindsay, Bernard Huppé, Meaning and Method in Brueghel's Painting, in The Journal of Aesthetics and Art Criticism, vol. 14, n. 3, American Society for Aesthetics, marzo 1956,  pp. 376-386, JSTOR 427055.
- (EN) Nadya Lobkova, The Cycle of the anno: The Genre of Calendar Illustrations from Origins to Lucas and Maarten van Valckenborch (PDF), Università di Ghent, 2010. URL consultato il 22 maggio 2014 (archiviato dall'url originale il 22 maggio 2014).
- (EN) Margaret A. Sullivan, Bruegel's Proverbs: Art and Audience in the Northern Renaissance, in The Art Bulletin, vol. 73, n. 3, College Art Association, settembre 1991,  pp. 431-466, DOI:10.2307/3045815, JSTOR 3045815.
- (EN) Margaret A. Sullivan, Bruegel the Elder, Pieter Aertsen, and the Beginnings of Genre, in The Art Bulletin, vol. 93, n. 2, giugno 2011,  pp. 127-149, DOI:10.1080/00043079.2011.10786001.